# Esteira (vela)
A Esteira é um termo náutico que designa o bordo inferior de uma vela, a saia da vela. Na vela latina a esteira estende-se do punho da amura ao punho da escota.
A esteira, estica a saia da vela e faz aumentar ou diminuir o comprimento da vela na retranca. Se se folgar a esteira a distância entre os dois punhos diminui e a vela fica com uma “barriga” muito grande no centro, e com a parte de trás, valuma, muito fechada. Se esticarmos a esteira, a saia da vela fica mais comprida e com menos “barriga”, logo maior e mais aberta.